# Sericophanes fuscicornis
Sericophanes fuscicornis är en insektsart som beskrevs av Knight 1968. Sericophanes fuscicornis ingår i släktet Sericophanes och familjen ängsskinnbaggar. Inga underarter finns listade i Catalogue of Life.